# Solenostoma fossombronioides
Solenostoma fossombronioides là một loài rêu tản trong họ Jungermanniaceae. Loài này được (Austin) R.M. Schust. miêu tả khoa học lần đầu tiên năm 1969.